# Leopold Guillaume Gillekens
Léopold-Guillaume Gillekens (Sint-Pieters-Leeuw, 11 de octubre de 1833 - Vilvoorde, 2 de octubre de 1905) fue un horticultor, botánico y explorador belga.
Gillekens es conocido por su trabajo en los campos de la pomología y arboricultura. A partir de 1867, se desempeñó como director de la  Ecole d'horticulture de l'Etat à Vilvorde .
Fue publicista de la revista Moniteur horticole belge.

## Algunas publicaciones
- Traité de la taille et de la culture des arbres fruitiers, 1878.
- Éléments d'arboriculture forestière, 1891.
- Cours pratique de culture maraichère, 1895.[5]